# 洗馬橋停留場

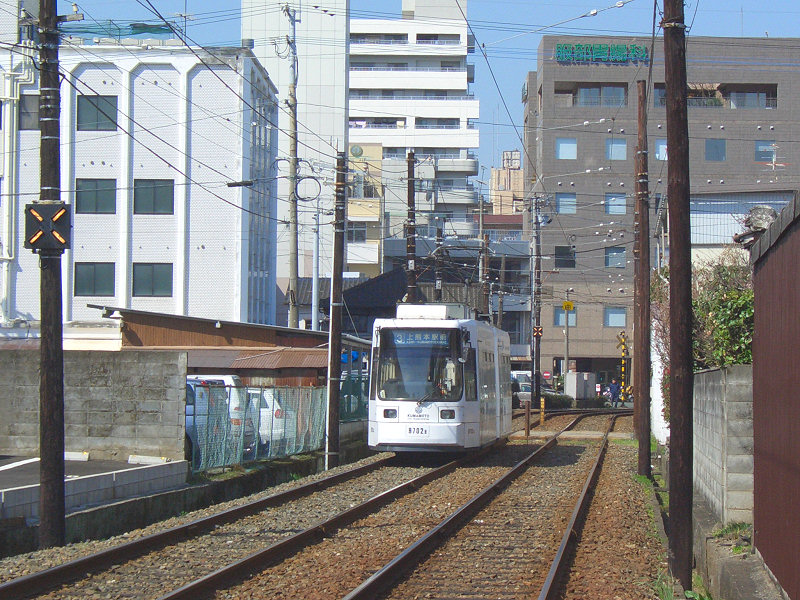
專用路軌區間

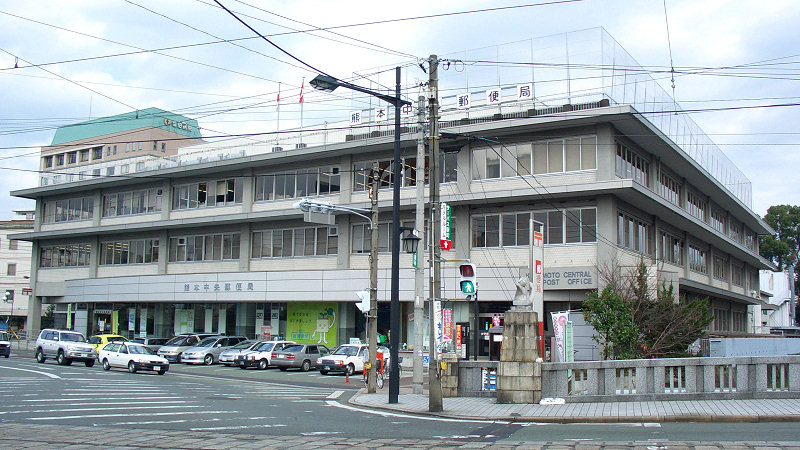
熊本中央郵局

洗馬橋停留場（日语：／ Senbabashi teiryūjō */?），又稱洗馬橋電車站，是位於熊本縣熊本市中央區新町二丁目，熊本市交通局（熊本市電）上熊本線的電車站。車站編號為B8。B系統停靠此站。此電車站至新町電車站之間為專用路軌區間。

## 歷史
- 1929年（昭和4年）6月20日 - 鹽屋町站啟用。
- 日期不詳 - 廢止。
- 1948年（昭和23年）5月 - 鹽屋町站再次啟用。
- 1981年（昭和56年） - 電車站改名為洗馬橋停留場[注釋 1]。

## 電車站構造
此電車站設有2面2線的相對式低地台月台。月台鄰接行人路。此站可讓輪椅人士上落。當電車進站時，會播放以當地為舞台的童謠《您們何處來啊？》。

### 運行系統
此電車站是上熊本線電車站之一。■B系統會駛入此站。
| 月台 | 路線               | 上下行 | 方向                                   | 備註                                 |
| ---- | ------------------ | ------ | -------------------------------------- | ------------------------------------ |
| 南邊 | ■B系統（上熊本線） | 上行   | 段山町、本妙寺入口、上熊本方向         |                                      |
| 北邊 | ■B系統（上熊本線） | 下行   | 辛島町、通町筋、水前寺公園、健軍町方向 | 熊本站前方向於辛島町電車站轉乘■A系統 |

## 使用狀況
| 1日上下車人次變化 | 1日上下車人次變化 |
| 年度              | 1日平均人次       |
| ----------------- | ----------------- |
| 2011年            | 543               |
| 2012年            | 518               |
| 2013年            | 664               |
| 2014年            | 659               |
| 2015年            | 712               |

## 電車站周邊
電車站位於熊本市舊區——新町地區的東邊る。在電車站東邊坪井川對面岸為船場町。現時電車站附近建設了許多公寓。
- 熊本縣立第一高等學校（日语：熊本県立第一高等学校）
- 熊本中央郵局（日语：熊本中央郵便局）（日本郵便熊本分店）
- 文林堂本店
- 福田醫院（日语：福田病院）
- 德光屋本店（日语：徳光屋本店）
- 富重寫真館

## 巴士路線
- 「中央郵局前」巴士站、「洗馬橋」巴士站
  - 熊本都市巴士（日语：熊本都市バス） - 鹿01、新01系統
  - 產交巴士（日语：九州産交バス） - 新02、新03、新04、新06、新07系統

## 相鄰電車站
熊本市交通局
■B系統（上熊本線）
新町（B7）－洗馬橋（B8）－西辛島町（B9）

## 注腳

## 外部連結
- 熊本市交通局 （页面存档备份，存于）（日語）